# Myopa maetai
Myopa maetai är en tvåvingeart som beskrevs av Stuke 2003. Myopa maetai ingår i släktet Myopa och familjen stekelflugor. Inga underarter finns listade i Catalogue of Life.